# Nukutapu
Nukutapu est une île de Wallis-et-Futuna (à ne pas confondre avec l'îlot homonyme se situant à l'ouest de Wallis).

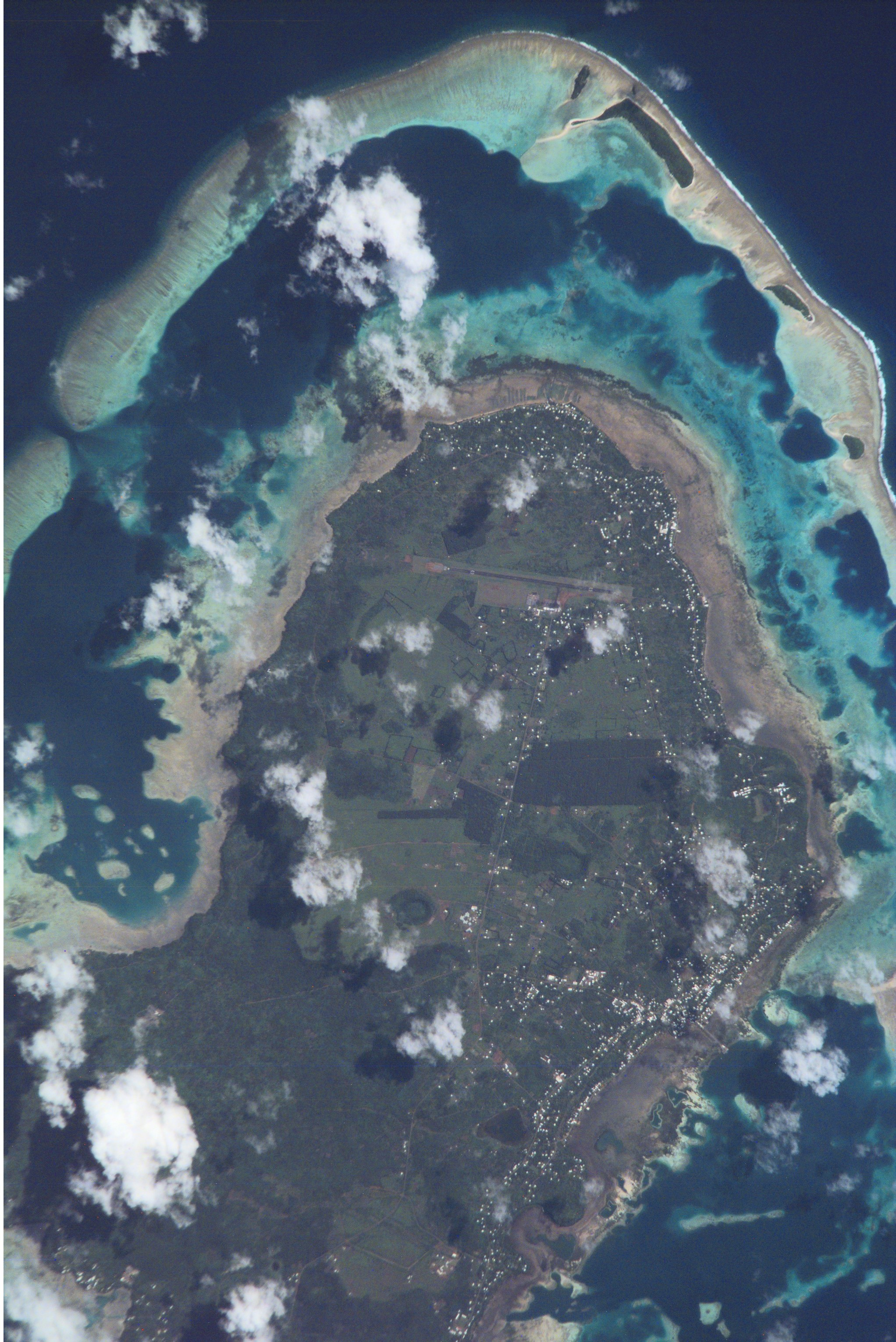
Sur cette photo satellite de l'île de Wallis, Nukutapu est l'îlot en bas à droite.